# 塔塔尔蹶鼠属
塔塔尔蹶鼠属（学名：Tatalsminthus）是啮齿目的一属。也有认为建立该属的依据不够充分的看法。

## 下属物种
本属包括以下物种：
- 可汗塔塔尔蹶鼠 Tatalsminthus khandae